# Paul-Felix de Merode
Prins Paul Félix de Merode (Rixensart, 25 augustus 1882 - Serrigny (Côte-d'Or), 3 maart 1943) was een Belgisch-Frans edelman.

## Familie
Paul-Félix de Merode was 
- de achterkleinzoon van graaf Félix de Merode (1791-1857) die in 1830 lid was van het Voorlopig Bewind en van het Nationaal Congres.
- de kleinzoon van graaf Werner de Merode (1816-1905) die de Franse nationaliteit aannam en Frans senator werd. Hij was getrouwd met zijn nicht gravin Thérèse de Merode (1823-1901), dochter van een andere Werner de Merode (1797-1840), eveneens lid van het Nationaal Congres.
- de zoon van graaf Hermann de Merode (1853-1924) en van Amélie de la Rochefoucauld d'Estissac (1860-1943).

Hij trouwde met Françoise de Clermont-Tonnerre (1885-1957) en ze hadden negen kinderen en een talrijk nageslacht tot heden. Ook al bleven ze tot de Belgische adel behoren, zijn heel wat nazaten, door huwelijk of door hun activiteiten eerder in de Franse samenleving ingeburgerd. Het ankerpunt van deze familietak was in België het Kasteel van Rixensart (sinds 1715 in familiebezit) en in Frankrijk het kasteel van Serrigny (Côte-d'Or), in 1908 door zijn echtgenote in haar bruidsschat meegebracht en dat pas in 2011 uit het familiebezit verdween. De negen kinderen werden hetzij in Serrigny, hetzij in Rixensart geboren. Op een uitzondering na, trouwden ze met leden van de Franse adel, wat ook in de volgende generaties vaak het geval was. Een achterkleinzoon van Paul-Felix is prins Emmanuel de Merode (°1970), directeur van een groot natuurpark in Congo.
In 1930 verkreeg Paul-Felix de Merode voor hemzelf en al zijn nakomelingen de titel van prins te mogen inruilen voor die van graaf.

## Levensloop
De Merode leidde het leven van een landeigenaar en woonde beurtelings in Rixensart en Brussel, in Serrigny en Parijs.
In België werd hij de eerste voorzitter van de in 1937 opgerichte Vereniging van de Adel. Hij werd hierin opgevolgd door zijn neef prins Louis de Merode (1882-1949) en door die zijn neef Amaury de Merode (1902-1980)
Hij was ook lid van de Hoge Raad voor de Jacht en was ridder in de Soevereine Orde van Malta.